# Орехов (Адыгея)
Оре́хов — хутор в Шовгеновском муниципальном районе Республики Адыгея России. Входит в состав Дукмасовского сельского поселения.

## География
Стоит на правом берегу реки Гиага. Фактически слился с хутором Тихонов.
Улиц две: Советская (главная, осевая) и Степная.

## Население
| 2002 | 2010 | 2013 | 2014 | 2015 | 2016 | 2017 |
| ---- | ---- | ---- | ---- | ---- | ---- | ---- |
| 135  | ↗152 | ↘151 | ↗153 | ↘150 | ↘143 | ↘139 |
| 2018 | 2019 | 2020 | 2021 | 2023 | 2024 |      |
| ↘133 | ↘131 | ↘123 | ↗136 | ↘126 | ↗127 |      |

## Инфраструктура
Личное подсобное хозяйство с зоной сельскохозяйственного использования, индивидуальная застройка усадебного типа.
Основа экономики — сельское хозяйство.

## Транспорт
Хутор доступен автотранспортом. Ближайшая остановка общественного транспорта находится у хутора Тихонов.